# Wasserbehälter (Stadecken)

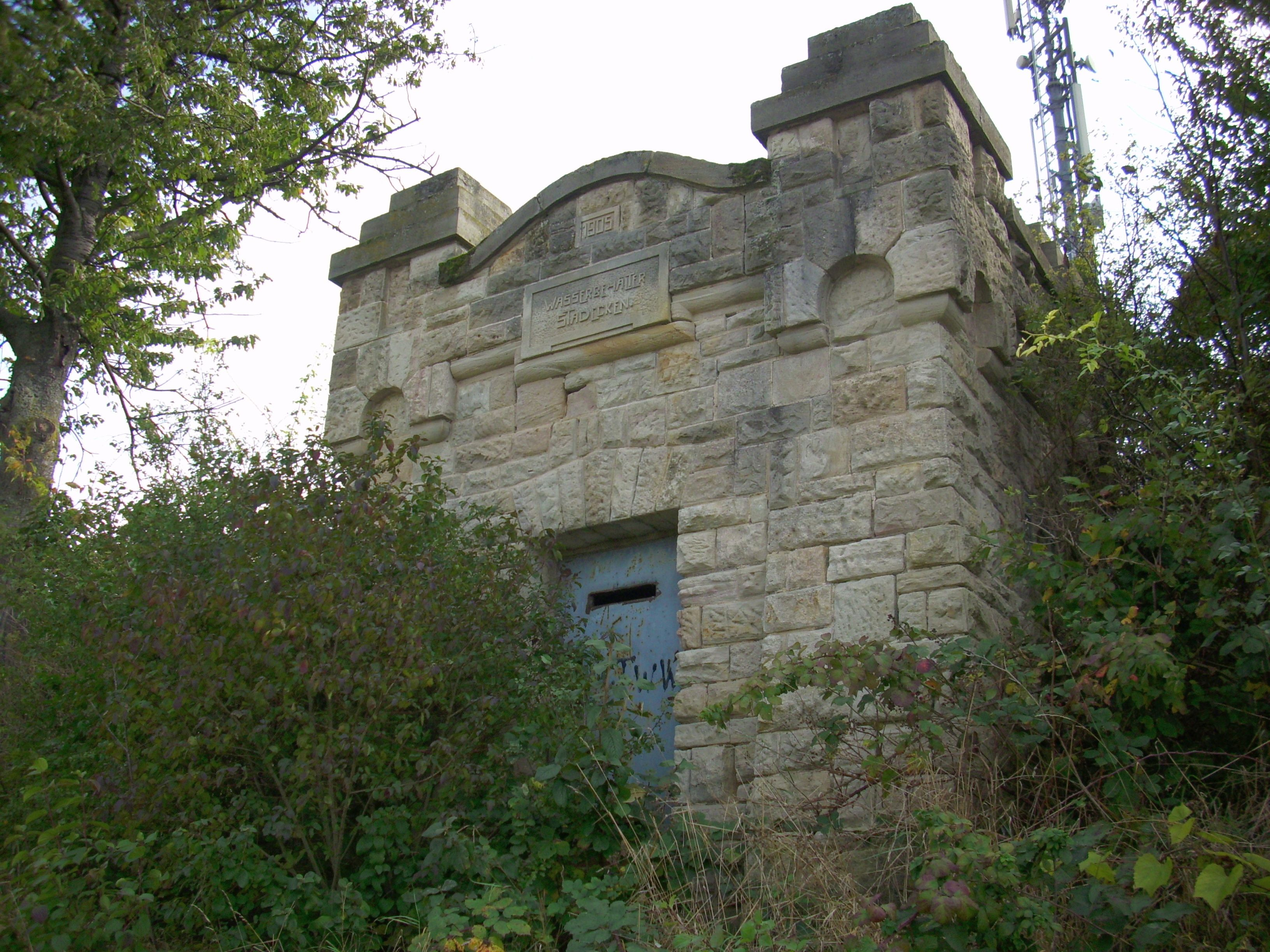
Wasserbehälter in Stadecken

Der Wasserbehälter in Stadecken, einem Ortsteil der Ortsgemeinde Stadecken-Elsheim im Landkreis Mainz-Bingen in Rheinland-Pfalz, wurde 1905 errichtet. Der Wasserbehälter südlich des Ortes in der Flur Im oberen Leppert ist ein geschütztes Kulturdenkmal.
Der Typenbau in Formen des Jugendstils aus Sandstein-Bossenquadern ist mit der Jahreszahl 1905 bezeichnet.
Das Bauwerk wurde nach Plänen des Architekten Wilhelm Lenz von der Großherzoglichen Kulturinspektion Mainz errichtet. Der Wasserbau-Ingenieur und Baubeamte Bruno von Boehmer entwarf und leitete von 1897 bis 1907 die Modernisierung der Wasserversorgung großer Teile Rheinhessens.